# 巴德拉恰拉姆
巴德拉恰拉姆（Bhadrachalam），是印度安得拉邦Khammam县的一个城镇。总人口42829（2001年）。

## 人口
该地2001年总人口42829人，其中男性21330人，女性21499人；0—6岁人口4596人，其中男2325人，女2271人；识字率72.58%，其中男性为78.06%，女性为67.14%。